# Wiener Schlussakte
Die Wiener Schlussakte, auch Schlussakte der Wiener Ministerkonferenzen oder Bundes-Supplementar-Akte genannt, war eine Ergänzung der Deutschen Bundesakte, des Verfassungsvertrages des Deutschen Bundes. Sie wurde am 25. November 1819 beschlossen und am 8. Juni 1820 von der Bundesversammlung angenommen.

## Geschichte
Nachdem 1815 die weitere Ausgestaltung der Bundesakte beschlossen worden war, legten die Karlsbader Beschlüsse von 1819 fest, die Grundlagen des Deutschen Bundes auf neuen Konferenzen in Wien genauer zu bestimmen. Aus diesen Beratungen, die unter Umgehung der Bundesversammlung stattfanden, ging am 15. Mai 1820 die Wiener Schlussakte hervor. Sie wurde am 8. Juni 1820 von der Bundesversammlung in Frankfurt am Main einstimmig angenommen und als gleichwertiges zweites Bundesgrundgesetz neben der Bundesakte von 1815 verabschiedet. Damit erhielt der Deutsche Bund seine endgültige verfassungsrechtliche Gestalt. Im Jahr 1866 wurde der Deutsche Bund aufgelöst, und die Wiener Schlussakte verlor ihre Gültigkeit.

## Inhalt
Die Wiener Schlussakte war in 65 Artikeln verfasst und brachte die politisch und sozial konservativen Absichten des Bundes verstärkt zum Ausdruck. Ihr offizieller Titel lautete: „Schluß-Acte der über Ausbildung und Befestigung des deutschen Bundes zu Wien gehaltenen Ministerial-Conferenzen vom 15. Mai 1820“.
Sie legte fest, dass der Bund in Fragen von Krieg und Frieden rein defensiv angelegt sein sollte: Seine Aufgabe sei die „Selbstverteidigung“ und die „Erhaltung der Selbstständigkeit und äußeren Sicherheit Deutschlands“. Für alle Staaten – ausgenommen die Stadtstaaten Hamburg, Bremen, Lübeck und Frankfurt – galt das „monarchische Prinzip“, dem zufolge die gesamte Gewalt beim jeweiligen Staatsoberhaupt lag (Artikel 57).
Zudem behielt sich der Bund das Recht vor, im Falle des „offenen Aufruhrs“ oder „gefährlicher Bewegungen“ in einzelnen Bundesstaaten direkt einzugreifen (Artikel 26). Damit sicherte sich der Deutsche Bund ausdrücklich ein Interventionsrecht zur Aufrechterhaltung des politischen und gesellschaftlichen Status quo, wie es unter den Kernstaaten der Heiligen Allianz – Russland, Österreich und Preußen – für ganz Europa geschah.
Die Bestimmung von Artikel 13 der Deutschen Bundesakte, dass in allen Bundesstaaten landständische Verfassungen gelten sollten, wurden auch jetzt nicht im Sinne moderner Repräsentationen präzisiert (Artikel 53–61).